# A doua bătălie de la Harkov
A doua bătălie de la Harkov a fost o luptă de pe frontul de răsărit al celui de-al doilea război mondial care s-a desfășurat de pe 12 până pe 28 mai 1942. După ce contraofensiva de iarnă sovietică respinsese cu succes trupele germane din fața Moscovei, dar vlăguise în mare măsură rezervele Armatei Roșii, ofensiva de la Harkov din primăvara anului 1942 a fost o încercare de extindere a inițiativei strategice.
Pe 12 mai 1942, forțele sovietice de sub  comanda mareșalului Semion Timoșenko au lansat o ofensivă împotriva Armatei a VI-a Germană, atacând din punga realizată în timpul contraofensivei de iarnă. După câteva succese inițiale, ofensiva a fost oprită de germani. Mai multe erori ale ofițerilor de stat major și ale lui Stalin, care nu au reușit să estimeze corect potențialul Wehrmachtului și supraevaluaseră potențialul forțelor sovietice proaspăt recrutate, au permis germanilor să execute o manevră de învăluire dublă, care a tăiat trupelor sovietice legătura cu propriul front.
Sângeroasa bătălie lungă de 17 zile a dus la pierderea a peste 200.000 de soldați ai Armatei Roșii și a mai multor sute de tancuri. În final, Friedrich Paulus a câștigat o victorie importantă, care a deschis trupelor de sub comanda sa calea pentru declașarea Operațiunii Albastru și a bătăliei Stalingradului, aruncând forțele sovietice într-o lungă serie de înfrângeri și retrageri.

## Contextul general

### Situația de pe frontul de răsărit
Până în februarie 1942, contraofensiva sovietică de iarnă, care i-a împins pe germani departe de porțile Moscovei și a recucerit Rostovul în sud, și-a pierdut treptat vigoarea, lăsând ambele părți să facă eforturi pentru refacere. Stalin era convins că germanii erau pe cale să fie înfrânți și frontul lor urma să se prăbușească până în primăvara sau vara anului 1942, așa cum de altfel a și afirmat în discursul din 7 noiembrie 1941 cu ocazia aniversării Marii Revoluții Socialiste din Octombrie. Așa că Stalin a hotărât să exploateze ceea ce se considera a fi slăbiciunea armatei germane de pe frontul de răsărit prin lansarea unei ofensive de primăvară.
Decizia finală a lui Stalin s-a lovit de dezacordul puternic al principalilor săi consilieri militari, inclusiv a celor din Marele Stat Major al Armatei Roșii, (Boris Șapoșnikov, Alexandr Vasilevski și Gheorghi Jukov), toți fiind în favoarea unei acțiuni mult mai prudente. După cum a afirmat Vasilievski, "Da, noi speram [că rezervele germanilor au fost epuizate], dar realitatea a fost mult mai dură decât atât ". Deși, după cum își amintea Jukov, Stalin nu credea că germanii erau capabili să desfășoare operații simultan pe două axe strategice. Liderul sovietic era sigur că declanșarea unei ofensive de primăvară de-a lungul întregului front va destabiliza Wehrmachtul mai înainte ca armata germană să înceapă o operațiune care putea fi o lovitură mortală împotriva Moscovei. În ciuda prudenței evocate de generalii săi, decizia finală a lui Stalin a fost să se încerce o lovitură care să-i ia pe germani prin surprindere prin "ofensive locale".
La sfârșitul primăverii anului 1942, Armata Roșie era încă într-o situație de inferioritate față de Wehrmacht, atât din punct de vedere al efectivelor cât și al calității armamentului, în ciuda unei campanii masive de completare a efectivelor, de antrenare a luptătorilor și modernizare a armamentului din iarna 1941 și primăvara 1942. Armata Roșie și-a completat rândurile și a fost dotată cu modele noi de arme, în total 5.600.000 de soldați, 3.900 de tancuri, 88.900 de tunuri și 2.200 de avioane. În același timp, armata germană avea pe frontul de răsărit 3.200.000 de soldați, 3.229 de tancuri, 57.000 de tunuri și 3.395 avioane de luptă. O simplă comparație ne arată că puterea Armatei Roșii era încă inferioare celei germane, cu excepția tancurilor, numai că în cazul acesta din urmă, calitatea blindatelor sovietice era (oarecum) inferioară celei germane.

### Alegerea unei strategii
După încheierea ofensivei de iarnă, atât STAVKA (Marele Stat Major al Armatei Roșii) cât și Stalin credeau că următoarea ofensivă germană va avea ca obiectiv tot Moscova, sprijinită de o a doua ofensivă importantă în sud, copiind operațiunile din anul precedent, Barbarossa și Operațiunea Taifun. Deși germanii fuseseră învinși în fața Moscovei, cele 70 de divizii ale Axei rămâneau o amenințare pentru forțele sovietice din sectorul capitalei. Mai mult, Stalin și majoritatea generalilor subordonați, cât și a  comandanților de front, credeau sincer că principalul efort german va fi făcut tot pe direcția Moscova.  In cele din urmă, încurajat de succesul ofensivei de iarnă, Stalin a considerat că ofensivele locale în regiune vor slăbi forțele germane, slăbind potențialul invadatorilor pentru organizarea unei noi operațiuni pentru cucerirea Moscovei. Deși Stalin a fost de acord cu tactica Armatei Roșii pentru o „apărare strategică activă", el și-a schimbat mai târziu opțiunile, dând ordine pentru organizarea a șapte ofensive locale pe toată lungimea frontului, de la Marea Baltică la Marea Neagră. Una dintre zonele de atac a fost cea a Harkovului, ofensiva fiind ordonata a începe în luna martie.
Mai devreme, în luna mai, Înaltul Comandament sovietic a dat ordine statelor majore din Direcția sud-vest pentru atacuri în regiune, după victoriile din regiunile Donbasului și Rostovului. Luptele au izbucnit în aceeași lună, sovieticii de sub conducerea Mareșalului Uniunii Sovietice Semion Timoșenko și a generalului-locotenent Chirill Moskalenko au spart liniile germane de-a lungul râului Doneț, la răsărit de Harkov. Luptele grele au continuat în aprilie, când Moskalenko a forțat cu succes cursul Donețului și a stabilit un mic cap de pod pe malul apusean, în timp ce în sud, Armata a 6-a sovietică înregistra unele succese limitate în lupta cu germanii, care păstraseră la rândul lor un cap de pod pe malul răsăritean al râului. Atenția lui Stalin a fost atrasă de situația din zonă, acesta considerând că sunt îndeplinite condițiile pentru organizarea unei viitoare ofensive spre Harkov. Până pe 15 martie, comandanții sovietici au făcut planurile preliminare pentru campania din regiunea Harkovului, ordonând concentrarea masivă de rezerve în zona din spatele frontului. Pe 20 martie, Timoșenko a ținut o conferința la Kupiansk, pentru a stabili amănuntele viitoarei ofensive. Un raport ulterior către superiorii de la Moscova pregătit de șeful staului major al lui Timoșenko, generalul-locotenent Hovhannes (Ivan) Baghramian, rezuma discuțiile conferinței, neinserând unele informații cheie obținute de spionajul sovietic (nu se știe dacă în mod voit sau nu). Consolidarea forțelor sovietice a continuat în ritm crescut în luna mai. Detaliile finale ale ofensivei au fost stabilite în lunile martie și aprilie prin discuții între Stalin, Marele Stat Major Sovietic și Timoșenko, iar directivele finale ale STAVKA au fost emise pe 17 aprilie.

## Pregătirile pentru ofensivă

### Ordinul de luptă sovietic
Până pe 11 mai 1942, Armata Roșie a reușit să concentreze șase armate și alte unități independente pe două fronturi (infanterie, tancuri, pușcași, cavaleri, inclusiv unități de gardă (de elită)) și foarte multe arme și muniție. În momentul de maximă concentrare, pe Frontul de Sud erau amplasate 11 tunuri sau mortiere pe kilometru de front.
Regruparea forțelor în sector s-a făcut în perioada anului caracterizată de așa-numita "rasputița", care a transformat cea mai mare parte a pământului în noroi, întârziind eforturile de concentrare ale trupelor și de aprovizionare. Comandanții de front au fost învinuiți după eșecul ofensivei pentru proasta folosire a forțelor, pentru etapizarea necorespuncâtoare a ofensivei și pentru tactica lor de birou ruptă de realitățile liniei întâi, după cum amintește Vasilievski în memoriile sale. Datorită faptului că regruparea forțelor s-a făcut atât de dezordonat, germanii au primit unele semnale despre mișcările sovietice din zona frontului. Moskalenko, comandantul Armatei a 38-a, dă vina în memoriile sale pe faptul că fronturile nu au făcut un plan de colaborare mai înainte de decizia de regrupare. El a comentat în aceleași memorii că nu a fost o supriză faptul că "... înaltul comandament germano-fascist a prevăzut planurile noastre".

### Comandamentul sovietic și trupa
La conducerea trupelor sovietice a fost numit mareșalul Semion Timoșenko, un veteran al primului război mondial și al războiului civil. Timoșenko nu avusese decât un succes limitat în bătălia de la Smolesk de cu un an mai înainte, a fost autorul victoriei din contraofensiva de iarnă și a asigurat victoria din ofensiva de primăvără. Comisarul politic al lui Timoșenko a fost Nikita Hrușciov.
Trebuie remarcată situația deosebită a trupei sovietice. În timpul dezastrului din anul precedent, cei mai mulți soldaților instruiți ai Armatei Roșii fuseseră uciși sau luați prizonieri. Doar în bătălia de la Moscova sovieticii pierduseră aproximativ un milion de oameni.  În aceste condiții, soldatul obișnuit al Armatei Roșii era un tânăr proaspăt recrutat, slab instruit, cu foarte puțină experiența de front sau care nu participase la nici o luptă până în acel moment. Armata Roșie suferea și datorită logisticii slabe și proastei dotări, în principal datorită faptului că importante zone industriale din Rusia Europeană se aflau sub controlul german, iar fabricile transferate în Siberia nu lucrau la capacitatea maximă. De aceea, în acele momente, conducerea militară sovietică era în favoarea unei „apărări strategice temporare".
Șeful Marelui Stat Major, mareșalul Vasilevski, recunoștea mai târziu că, în 1942, armata sovietică nu era pregătită să declanșeze mari operațiuni ofensive împotriva unei armate germane mai bine antrenate și echipate. În acele timpuri, armata sovietică nu dispunea de avantajul calitativ și cantitativ necesar pentru a învinge Wehrmachtul. Corpul ofițeresc, atât al celor din eșaloanele superioare cât și al celor inferioare, era în plin proces de refacere după înfrângerile grele din 1941. (Oricum, aceste aprecieri au fost făcute la multă vreme după încheierea războiului, fiind o analiză retrospectivă a comportării ofensivelor strategice din 1942 și a celor de mai târziu.)

### Preparativele germane

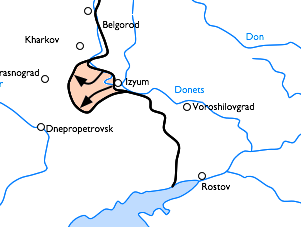
Frontul de răsărit în mai 1942. Punga de la Izium este colorată în roșu.

Sovieticii nu erau informați asupra preparativelor Armatei a VI-a germane de sub conducerea noului comandant, Friedrich Paulus, care primise ordine pe 30 aprilie pentru declanșarea Friderikus. Această operațiune era menită să distrugă punga Izium realizată de Armata Roșie la sud de Harkov în timpul ofensivei din martie și aprilie. Ordinul dat Armatei a VI-a prevedea ca dată a unui "start probabil" ziua de 18 mai.
Germanii făcuseră eforturi importante pentru întărirea Grupului de Armate Sud, transferat sub controlul feldmareșalului Fedor von Bock, fostul comandant al Grupului de Armate Centru din timpul Operațiunilor Barbarossa și Taifun. Pe 5 aprilie 1942, Hitler a emis Directiva nr. 41, prin care desemna zona de sud a frontului ca principală zonă de operațiuni pentru campania strategică de vară din acel an, în dauna altor fronturi. Efectivele Grupului de Armate Sud au fost completate până la sfârșitul lunii aprilie și începutul lui mai. Obiectivul stategic a fost clar după victoriile lui Armatei a XI-a a lui Erich von Manstein din Crimeea. Obiectul principal al atacului rămânea Caucazul și câmpurile sale petrolifere, iar, ca obiectiv secundar, orașul Stalingrad.
Planificarea Operaiunii Friderikus în aprilie a fost un imbold pentru creșterea efectivelor din zonă ale Armatei a VI-a de sub comanda lui Paulus. De aceea, în condițiile în care serviciile de spionaj sovietice nu au reușit să obțină nici o informație, germanii au întreprins o amplă mișcare de regrupare și redistribuire a forțelor în zona desemnată ca centru al operațiunilor viitoare. Paulus a definitivat planurile pentru Operațiunea Friderikus pe 10 mai, el fiind foarte conștient de amenințarea unui atac sovietic. În acel moment, germanii erau pregătiți complet să facă față atacului lui Timoșenko, sau să declanșeze ofensiva proprie spre Caucaz.

## Bătălia

#### Primele zile

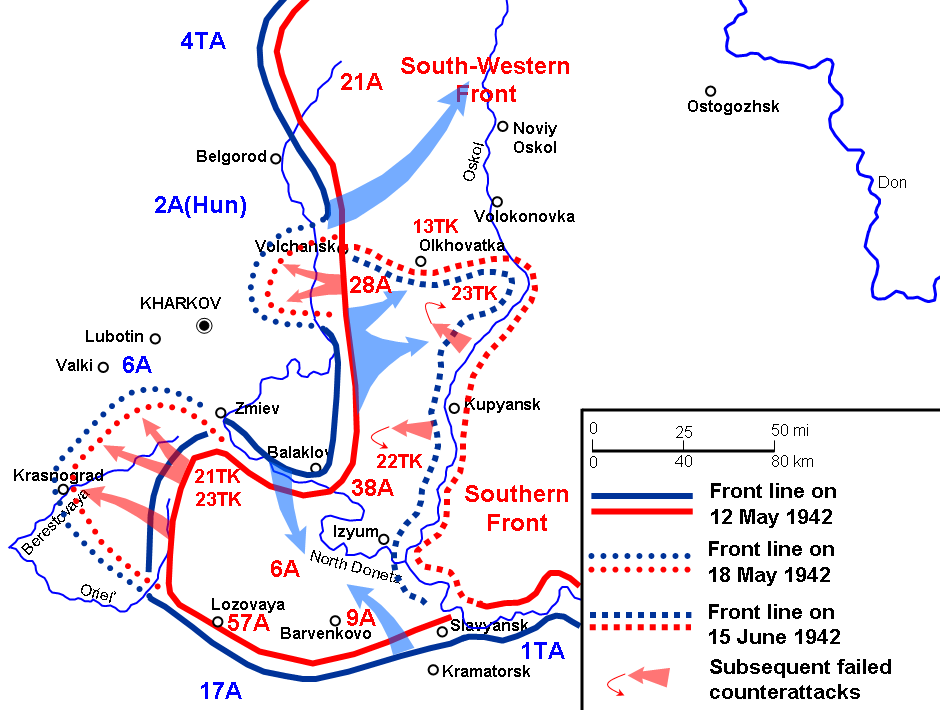
Harta ofensivei de la Harkov și a încercuirii executate de germani

Ofensiva sovietica a fost declanșată la ora 6:30 dimineața pe 12 mai 1942. După o pregătire puternică de artilerie de o oră și un atac de 20 de  minute al aviației, la 7:30 a fost declanșată manevra de învăluire dublă a infanteriei din cele două pungi de la Volciansk, respectiv Berenkovo, care viza încercuirea pozițiilor germane. Forțele sovietice au întâmpinat o rezistență foarte puternică din partea apărării germane, a căror poziții au fost însă cucerite treptat de infanteriștii sovietici sprijiniți de tirul artileriei și raidurile aviației. Luptele s-au dovedit atât de grele, încât sovieticii au fost nevoiți să mobilizeze al doilea eșalon al forțelor lor, pregătindu-le să fie trimise în prima linie. Intensitatea luptelor a fost maximă în zona satului Nepokritaia, unde germanii au lansat trei contraofensive locale. Până la sfârșitul zilei, sovieticii avansaseră cel mult 10 km. În timpul luptelor, generalul Moskalenko a avut surpriza să afle că are în față două divizii, nu doar una, așa cum erau indicațiile spionajului sovietic. Un jurnal capturat de sovietici al unui general german căzut în timpul luptelor, a demonstrat că germanii aveau în schimb informații despre planurile sovietice de atac. În aceeași zi, în urma insistențelor lui Paulus, pentru apărarea Harkovului au fost mobilizate suplimentar trei divizii de infanterie și o divizie de tancuri. În ansamblu, înaintarea sovietică a fost slabă. Bock îi ceruse lui Paulus să nu contraatace fără un sprijin aerian corespunzător, dar acest ordin a fost mai apoi contramandat, după ce mai multe brigăzi sovietice de tancuri au spart frontul german în sectorul Volciansk, apărat de generalul Walther Heitz, la doar 20 km de Harkov, ceea ce era o gravă amenințare pentru germani.

### Succesele inițiale sovietice
În primele 72 de ore ale atacului, germanii au fost supuși unei mari presiuni, fiindu-le distruse 16 batalioane. Paulus a ordonat ca germanii să rămână pe poziții defensive ferme, deși au mai fost executate câteva contraatcuri locale. Deși până pe  14 mai Armata Roșie  înaintase suficient de mult, germanii se apăraseră dârz, câteva divizii sovietice au fost decimate și obligate să înceteze atacul. Doar asalturile tancurilor sovietice au reușit să stopeze contraatacurile germane. Spre deziluzia lui Timoșenko, pierderile germane au fost moderate, estimările momentului arătând că doar 35 – 70 de tancuri germane au fost scoase din luptă din rândul Diviziilor Panzer a 3-a și a 23-a. În momentul în care aviația germană a intrat în acțiune, unele forțe sovietice, așa cum a fost Armata a 38-a, au trebuit să treacă în defensivă. Pe 14 mai, germanii au reușit să oprească ofensiva sovietică în mai multe sectoare, contraatacând local. Între timp, Luftwaffe a cucerit superioritatea aeriană în sectorul Harkov, forțându-l pe Timoșenko să-și folosească rezervele de avioane pentru a continua ofensiva. În ciuda piedicilor, forțele sovietice au continuat să atace, dezangajându-se din mai micile încleștări locale și schimbând direcția principală de atac. Până la urmă însă, în fața rezistenței ferme și a contraatacurilor locale germane sprijinite de Luftwaffe, atacul sovietic s-a împotmolit. Până la sfârștul zilei, ofensiva Armatei a 28-a sovietice încetase.
În mod ironic, atacul de pe flancul sudic nu a a suferit tot atât de mult precum cel de pe flancul nordic. De fapt, pe flancul sudic se reușise o înaintare spectaculoasă în primele trei zile ale luptelor.  Deși și pe flancul de sud se duseseră lupte grele, sovieticii puseseră pe fugă câteva batalioane germane, unele dintre ele formate din non-germani, în special unguri. Succesul de pe frontul sudic a fost datorat faptului că o mare parte a rezervelor germane fuseseră transferate în zona de nord, care la începutul atacului părea mai amenințată. Dar, pe 14 mai, Hitler a ordonat Armatei I Panzer (Ewald von Kleist) să preia initiativa și să contraatace în forță, asigurând condițiile pentru declanșarea Operațiunii Friderikus.

### Continuarea ofensivei sovietice
În zilele de 15 și 16 mai, sovieticii au executat alte ofensive în zona de nord a frontului, întâmpinând aceeași rezistență germană ca în primele trei zile ale bătăliei, eșuând în asalturile lor. Marea problemă a atacurilor sovietice a fost lipsa artileriei grele, ceea ce a împiedicat atacul sovietic să străpungă apărarea germană foarte bine organizată. În zona satului Ternovaia, în ciuda unor atacuri furibunde sovietice, germanii au refuzat cu îndărătnicie să se predea. Luptele au fost atât de dure, încât după o zi întreagă de lupte și o înaintare medie de aproximativ 5 km, pe frontul de nord ofensiva a trebuit să fie oprită. În ziua următoare, atacul reînnoit sovietic a fost blocat de contraatacurile tancurilor germane, iar diviziile epuizate ale Armatei Roșii nu au mai putut face față. În sud, atacurile sovietice au fost încununate cu succese parțiale, ceva mai mari decât în primele zile ale ofensivei, deși aviația germană a reușit să provoace foarte mari probleme avansării rușilor. Pe de altă parte, germanii s-au mulțumit să lanseze contraatacuri pentru stăvilirea atacurilor sovietice pe ambele flancuri, cu scopul evident de a epuiza energia inamicilor. În același timp, germanii au continuat să aducă întăriri în zonă, venite din sudul frontului, inclusiv câteva escadrile de avioane de luptă sosite din Crimeea. Deciziile tactice greșit luate după forțarea cu succes de către Divizia 150 pușcași sovietici a râului Barevenkoro, a dus la eșecul final al ofensivei șî pe flancul sudic.

### Contraatacurile Wehrmachtului
Pe 17 mai, inițiativa tactică a fost preluată de germani. Armata I Panzer, sub comanda lui Kleist a declanșat un contraatac dublu asupra capului de pod de pe Barvenkovo. Beneficiind de un sprijin aerian puternic, Kleist a străpuns pozițiile sovietice și a înaintat 10 km în prima zi a atacului. Mai multe unități sovietice epuizate au fost trimise în spatele frontului pentru refacere, în timp ce altele au fost aduse în prima linie pentru a întări pozițiile foarte amenințate de-a lungul frontului. În aceeași zi, Timoșenko a raportat la Moscova despre insuccesele înregistrate până în acel moment și a cerut întăriri. Încercările lui Vasilevski de a obține aprobarea pentru o retragere generală au fost respinse de Stalin.
Pe 18 mai, situația s-a înrăutățit, iar STAVKA a sugerat din nou ca Armata a 9-a sovietică să înceteze ofensiva și să se retragă din punga cucerită. Timonșenko și Hrușciov au pretins că amenințarea atacurilor germane este exagerată de Statul Major, Stalin refuzând din nou să aprobe retragerea.
Pe 19 mai, generalul Paulus, conformându-se ordinelor lui Block, începuse ofensiva generală pe flancul nordic într-o încercare de încercuire a sovieticilor care se mai aflau în punga de la Izium. Numai în acel moment a fost de acord Stalin să se ordone lui Jukov să oprească ofensiva și să încerce să facă față atacului german din flanc. Pentru sovietici însă era prea târziu. Germanii au atacat cu succes pozițiile defensive sovietice. Atacurile germane au continuat și pe 20 mai, scopul lor fiind închiderea pungii. În acea zi, forțe proaspete germane au fost aruncate în luptă, acestea reușind la rândul lor să avanseze împotriva unităților sovietice puternic afectate de lupte. Deși forțele lui Timoșenko au reușit să se regrupeze cu succes pe 21 mai, Grupul de armată Kotenko a primit ordin să se retragă până pe 22 mai. În același timp, Timoșenko a pregătit un contraatac pe 23 mai, care trebuia executat de Armatele a 9-a și a 57-a. În ciuda încercărilor disperate ale sovieticilor de a rezista înaintării germane, Wehrmachtului nu a putut fi oprit. La sfârșitul zilei de 24 mai, forțele sovietice din raionul Harkovului fuseseră definitv încercuite.

### Înfrângerea sovieticilor
[[Fișier::Kharkov2.jpg|thumbnail|300px|right|Prizonieri sovietici de război (David M. Glantz, Kharkov 1942)]]

Prizonieri sovietici de război (David M. Glantz, Kharkov 1942)

Pe 25 mai a avut loc prima încercare sovietică de spargere a încercuirii, prin declanșarea unor atacuri furibunde în masă. Până a doua zi, soldații sovietici, care supraviețuiseră luptelor, fuseseră înghesuiți pe o suprafață de numai 15 km pătrați. Încercările de spargere a încercuirii dinspre est spre interiorul pungii au fost blocate prin ofensive locale germane sprijinite de atacuri aeriene. În fața hotărârii în luptă a germanilor, Timoșenko a ordonat încetarea oficială a tuturor manevrelor ofensive sovietice pe 28 mai, dar încercările de spargere a încercuirii dinspre interior au mai continuat până pe 30 mai. Până în cele din urmă, doar 1% din totalul efectivelor sovietice prinse în încercire a reușit să scape din "cursa de șoareci de la Barvenkovo". Beevor afirmă că sovieticii au pierdut cam 240.000 de soldați luați prizonieri, în timp ce Glantz dă un total de aproximativ 207.000 soldați uciși sau prizonieri. De obicei, este considerată ca mai apropiată de adevăr cifra de 207.000 soldați luați prizonieri, deși nu există cifre oficiale demne de încredere a celor căzuți la datorie în timpul luptelor. Toate sursele sunt de acord că pierderile germane au fost scăzute în comparație cu cele sovietice, cam 20.000 de soldați uciși, răniți sau dispăruți. Îndiferent de amploarea pierderilor, această luptă a fost un uriaș pas înapoi pentru sovietici, eșec care avea să pună capăt seriei nemaipomenite de succese ale Armatei Roșii din timpul contraofensivei de iarnă și a celor de mai mică amploare din primăvară.

## Concluzii
Istoricii militari au încercat să evidențieze motivele pentru dezastrul din timpul celei de-a doua bătălii de la Harkov. Unii dintre istoricii militari sovietici au aruncat vina pe incapacitatea STAVKA și a lui Stalin de a aprecia corect forța militară a Wehrmachtului pe frontul de răsărit, după succesele sovietice din iarna 1941-1942 și din primăvara anului 1942. Gheorghi Jukov afirmă în memoriile sale că eșecul operațiunii era previzibil, de vreme ce ofensiva a fost organizată prostește, riscul expunerii flancului stâng al pungii de la Izium la contratacurile germane fiind evidente pentru oricine știa să citească o hartă. De asemenea, Jukov considera în memorii că principalul motiv pentru eșuarea operațiunilor sovietice la Harkov a fost șirul de greșeli făcute de Stalin, care a subestimat pericolul reprezentat de armatele germane din sectorul de sud-vest, (cel care era în fața sectorului frontului sovietic de la  Moscova), și nu a luat măsuri să concentreze suficiente rezerve strategice în sus-numita zonă care să facă față oricărui atac posibil german. Mai mult chiar, Stalin a ignorat orice sfat rațional venit din partea Statului Major, care recomandase organizarea unei defensive puternice în secotorul de sud-vest, pentru a putea respinge orice posibil atac nazist.

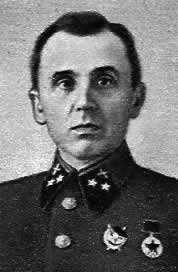
Chirill Moskalenko, comandantaul Armatei a 38-a în timpul bătăliei.

În plus, anumiți generali sovietici, în special din sectorul de S-V al frontului, erau tot atât de dornici să continue șirul de succese din iarnă, cel puțin tot atât de mult cât doreau generalii germani să-și ia revanșa, subapreciind forța inamicilor lor, după cum declara mai târziu comandantul Armatei a 38-a, Chirill Moskalenko. Contraofensiva sovietică de iarnă slăbise Wehrmachtul, dar nu-l distrusese. După cum cita Moskalenko pe unul dintre sodații săi, "acești fasciști s-au trezit după ce au hibernat".
Dorința lui Stalin să-și folosească armatele proaspăt recrutate, care erau slab pregătite și dotate, ilustra o proastă înțelegere a realităților, atât în ceea ce privește capacitățile Armatei Roșii, cât și privește capacitatea generalilor sovietici să-și apere pozițiile cucerite și să lanseze ofensive încununate de succes. Incapacitatea generalilor sovietici de a conduce operațiuni încununate cu succes a fost evidentă în timpul viitoarei Operațiunii Blau (Albastru), care avea să ducă mai apoi la Bătălia de la Stalingrad.
Bătălia de la Harkov a demonstrat adevăratul potențial al armatelor sovietice de a duce la bun sfârșit o ofensivă de amploare, cel puțin în acel moment. Această bătălie a fost prima încercare importantă a sovieticilor să prevină ofensiva de vară a germanilor, care se prefigura. În viitor, STAVKA avea să meargă pe aceeași direcție a prevenirii atacurilor germane prin planificarea și executarea operațiunilor Marte, Uranus și Saturn. Deși doar două dintre aceste operațiuni au fost încununate de succes, au demonstrat că planificatorii sovietici au învățat din eșecuri și au reușit să întoarcă soarta războiului în favoarea lor. Această nouă tendință în planificarea și conducerea operațiunilor sovietice a fost evidentă în timpul și după Bătălia de la Kursk din iulie 1943.
Se pare că a doua bătălie de la Harkov a avut o influență importantă asupra lui Stalin, care a început să aibă încredere în comandanții săi și în Șeful Marelui Stat Major, (permițând de exemplu Șefului Marelui Stat Major să aibă ultimul cuvânt în numirea comandanților de front). După marele val de epurări din 1937, (care afectase profund toate eșaloanele de comandă ale Armatei Roșii), după ce nu reușise să anticipeze declanșarea atacului din 1941 și după ce subestimase puterea militară a germanilor în 1942, Stalin sfârșea prin a se încrede în generalii săi. Pe de altă parte, Hitler se încredea din ce în ce mai puțin în generalii săi, demițându-l în septembrie 1942 pe Șeful Marelui Stat Major, Franz Halder.
În ceea ce privește strict cea de-a doua bătălie de la Harkov, eșecul Armatei Roșii să se regrupeze în timpul preludiului bătăliei și priceperea germanilor să obțină informații asupra mișcărilor sovieticilor vor juca un rol impotant în desfășurarea luptelor. Slabele rezultate ale sovieticilor pe flancul de nord și lipsa unor informații de calitate care să fie oferite STAVKA și cartierelor generale de front, aveau să ducă la eșuarea întregii ofensive. În ciuda rezultatelor proaste, bătălia de la Harkov a marcat o modificare a tacticilor Armatei Roșii, care, deși imperfecte în momentul acela, aveau să ducă la câștigarea războiului.